# Haʻapai
Haʻapai è un arcipelago e una divisione delle Tonga con 5419 abitanti al censimento 2021. Il capoluogo è Pangai, sull'isola di Lifuka.
L'arcipelago Haʻapai si trova a 204 km a nord dell'isola principale Tongatapu e 130 km a sud di Vavaʻu. Del gruppo di isole soltanto 17 sono popolate.

## Storia
Tracce di antichi insediamenti della cultura Lapita, risalenti al 1500 aC circa, sono state trovate in siti all'interno del gruppo di isole Ha'apai (ad esempio sulle isole di Lifuka ed Ha'afeva).
Il primo europeo a visitare Ha'apai fu Abel Tasman, nel 1643. Tasman, tra le altre, visitò l'isola di Nomuka e la chiamò isola di Rotterdam.
Il capitano James Cook fece diverse soste in alcune delle isole del gruppo nel 1774 e nel 1777. Lifuka è il luogo in cui il capitano ha soprannominato le isole delle Tonga come The Friendly Islands (le isole amichevoli). Il 18 maggio 1777, quando Cook arrivò su una delle isole, accompagnato da Omai, furono accolti da Fatafehi Paulaho, il Tu'i Tonga (che significa "Re delle isole"), che era il più venerato di tutti i capi del isole.
Il 28 aprile 1789, il gruppo di isole Haʻapai fu uno dei siti coinvolti nel famoso ammutinamento del Bounty: il capitano William Bligh visitò l'isola vulcanica di Tofua poco dopo che il suo equipaggio lo lasciò alla deriva in seguito al loro ammutinamento.
Nel 1806, William Mariner arrivò su una delle isole, a bordo della Port-au-Prince. L'equipaggio di questa nave è stato ucciso dai guerrieri tongani. Il marinaio sopravvisse e visse per quattro anni su una delle isole prima di essere trovato da una nave inglese di passaggio e poter tornare in Inghilterra. Nel 2012 è stato scoperto al largo dell'isola Foa il relitto della nave.

## Geografia antropica

### Suddivisioni amministrative
Ha'apai è divisa nei due distretti:
- Foa con popolazione di 1 367
- Ha'ano con popolazione di 456
- Lulunga con popolazione di 660
- Mu'omu'a con popolazione di 344
- Pangai con popolazione di 2 039
- 'Uiha con popolazione di 553

L'isola di Hunga Tonga-Hunga Haʻapai non ricadeva in nessuno dei precedenti.

## Trasporti e vie di comunicazione

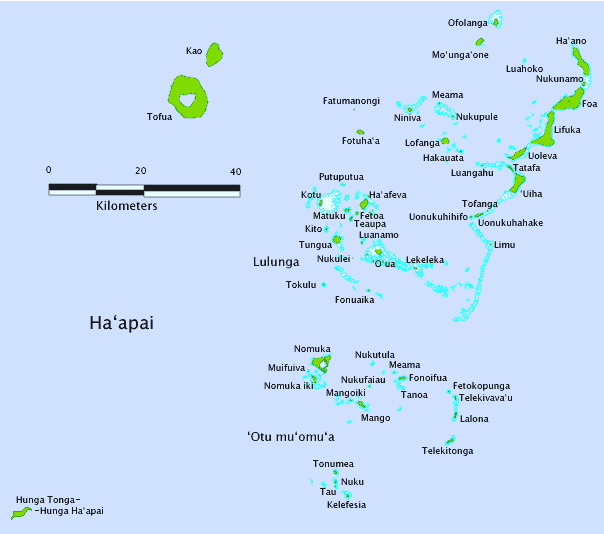
Mappa di Ha'apai.

Nel capoluogo Pangai, sull'isola di Lifuka, si trova l'aeroporto Salote Pilolevu.

## Geografia
Ha'apai è un arcipelago che comprende 51 isole che si trovano direttamente a ovest della Fossa delle Tonga. Costituiscono una catena di isole vulcaniche e coralline, tra cui Kao (1.030 m), il punto più alto del Regno delle Tonga.
Le isole più grandi di Ha'apai, Lifuka, Foa, Ha'ano, si trovano nella parte nord-est dell'arcipelago. A sud di queste isole si trova 'Uiha. Le grandi isole vulcaniche di Tofua e Kao si trovano invece nell'estremo ovest.
Le isole del gruppo Lulunga si trovano nella zona centrale dell'arcipelago.
Le isole del gruppo Nomuka, localmente conosciute come 'Otu Mu'mu'a, si trovano nella zona sud dell'arcipelago. Nel dicembre 2014 e gennaio 2015, si è creata un'isola vulcanica, Hunga Tonga-Hunga Haʻapai, nella zona sud-ovest di Haʻapai, andata in parte distrutta in seguito all'eruzione dell'Hunga Tonga del 2022.

### Isole del gruppo Lifuka
- Fatumanongi
- Foa
- Nukunamo
- Fotuha'a
- Hakauata
- Ha'ano
- Mo'unga'one
- Kao

- Lifuka
- Limu
- Luahoko
- Luangahu
- Meama
- Niniva
- Nukupule
- Ofolanga

- Tofua
- Uoleva
- Uonukuhahake
- Tofanga
- Uonukuhihifo
- 'Uiha
- Tatafa
- Lofanga

### Isole del gruppo Lulunga
- Fakahiku
- Fetoa
- Fonuaika
- Foua
- Ha'afeva
- Fonuamaka
- Kolo

- Leteo'o
- Onoiki
- Kito
- Kotu
- Lekeleka
- Luanamo
- Matuku

- Nukulei
- Pepea
- Putuputua
- Teaupa
- Tokulu
- Tungua
- 'O'ua

### Isole del gruppo 'Otu Mu'omu'a
- Fetokopunga
- Fonoifua
- Meama
- Tanoa
- Hunga Haʻapai
- Hunga Tonga
- Kelefesia
- Lalona

- Mango
- Mango Iki
- Nomuka
- Loto
- Tefisi
- Puho'ava
- Nomuka Iki
- Muifuiva

- Nuku
- Nukufaiau
- Nukutula
- Tau
- Tele-ki-Vava'u
- Tele-ki-Tonga
- Tonumeia